# 裸蜥魚
裸蜥魚（學名：Lestidium nudum）為輻鰭魚綱仙女魚目帆蜥魚亞目魣蜥魚科的一種，分布於太平洋海域，為深海魚類，深度183-700公尺，體長可達1.9公分，棲息在底中層水域，生活習性不明。